# Lioconcha castrensis
Lioconcha castrensis is een tweekleppigensoort uit de familie Veneridae. De wetenschappelijke naam van de soort is gepubliceerd in 1758 door Linnaeus als Venus castrensis in de tiende editie van Systema naturae.